# Явори (Великопольське воєводство)
Явори (пол. Jawory, нім. Ahorn) — село в Польщі, у гміні Борек-Велькопольський Гостинського повіту Великопольського воєводства.
Населення — 179 осіб (2011).
У 1975-1998 роках село належало до Лешненського воєводства.

## Демографія
Демографічна структура станом на 31 березня 2011 року:
|          | Загалом | Допрацездатний вік | Працездатний вік | Постпрацездатний вік |
| -------- | ------- | ------------------ | ---------------- | -------------------- |
| Чоловіки | 87      | 26                 | 54               | 7                    |
| Жінки    | 92      | 25                 | 50               | 17                   |
| Разом    | 179     | 51                 | 104              | 24                   |